# Сюрту-де-табль

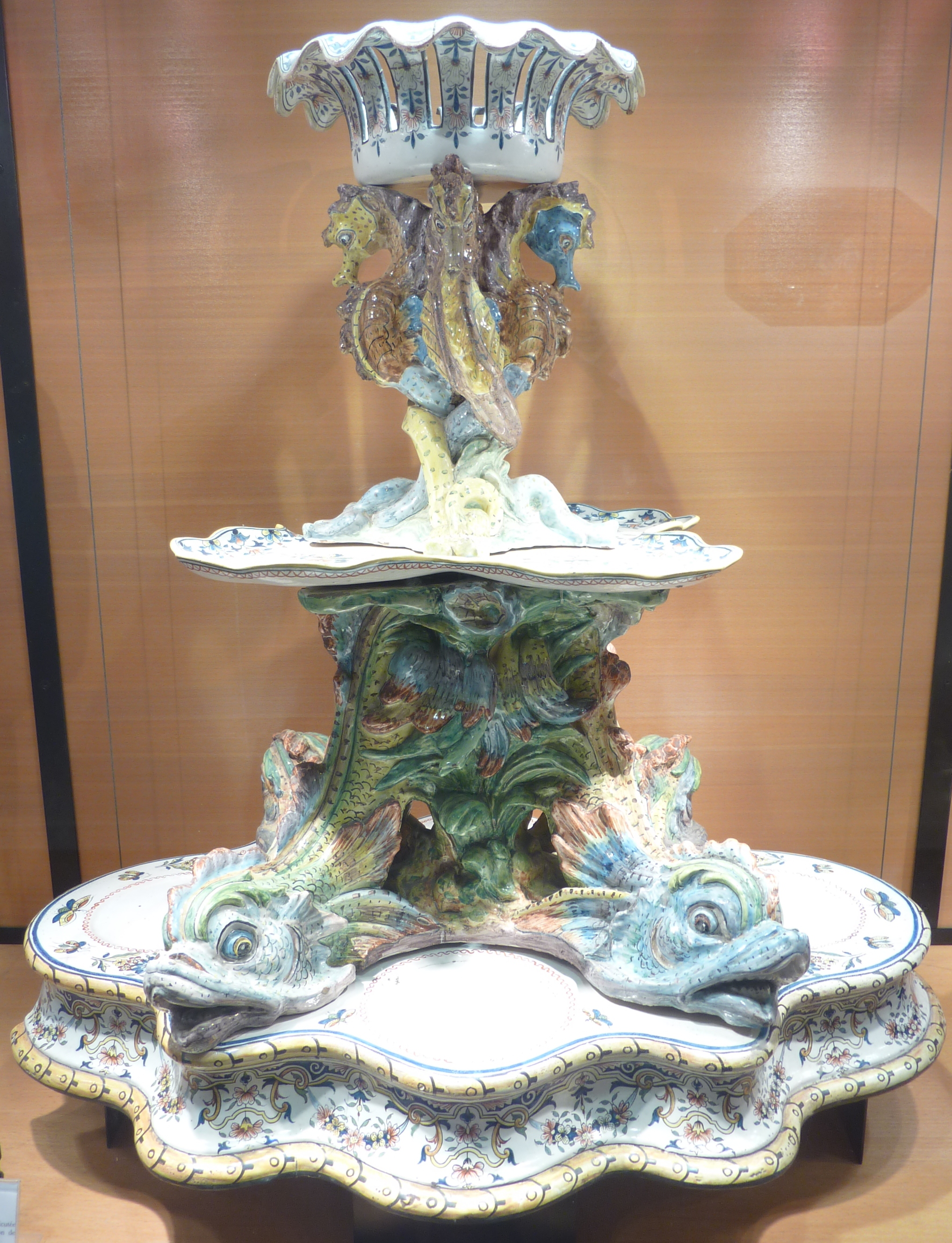
Сюрту-де-табль. Кемперская фаянсовая мануфактура. 1876

Сюрту-де-табль(фр. surtout de table, от surtout — «главная, большая ваза»  и  table — стол) — настольное украшение парадного стола в аристократической культуре Франции XVIII века. Сюрту-де-табли изготавливали преимущественно из фарфора. Они включали большую вазу или ароматницу, либо скульптурную группу аллегорического содержания на постаменте, миниатюрный «фонтан». Сюрту-де-табли становились композиционными центрами стола и больших парадных сервизов.
Подобные украшения были известны ещё в эпоху итальянского Возрождения, они получили широкое распространение в декоративно-прикладном искусстве XVI—XVII веков, но первый сюрту-де-табль из фарфора изготовили на Венской фарфоровой мануфактуре в 1744 году. К концу столетия настольные композиции могли включать множество фигур и предметов, согласно заранее сочинённой литературной (иногда стихотворной) программе (кончетто).
В России XVIII века рисунки «украшений стола с разными монументами» сочиняли архитекторы классицизма Ч. Камерон, Дж. Кваренги, В. Бренна. С 1800 года — А. Н. Воронихин, Ж. Ф. Тома де Томон, К. Росси. Такие композиции в России делали не только из фарфора, но также из янтаря, уральских цветных камней, слоновой кости и даже из воронёной стали усилиями тульских оружейных мастеров.